# Konstandínos Plévris
Konstandínos A. Plévris (grec moderne : Κωνσταντίνος Α. Πλεύρης, né en 1939 à Athènes) est un avocat à la cour de cassation grecque, militant nationaliste et essayiste.

## Biographie
Plévris fait son école au Lycée Léonin (Γαλλική Σχολή του Λεοντείου Λυκείου). Il obtient sa licence de droit à l'Université Aristote de Thessalonique, celle de science politique à l'Université Panteion et celle de sociologie à Paris.
Il est auteur en 2006 du livre Les Juifs, toute la vérité, dans lequel il exprime le regret que l'Allemagne nazie Hitler n’ait pas pu exterminer tous les Juifs d’Europe.

## Parcours politique

### Parti du 4-Août et régime des Colonels
Il crée le Parti du 4-Août en 1960, dont le nom provient du régime du 4-Août de Ioannis Metaxas. Le parti —comme tous les autres partis politiques de l'époque— est dissous à la suite du coup d'État du 21 avril 1967, bien qu'il soit favorable au coup d'état. Pendant le régime des colonels, Plévris devient professeur de sociologie politique à l'école de formation générale du quartier général de l'armée (Σχολή Γενικής Μορφώσεως του Αρχηγείου Στρατού) ainsi qu'aux écoles de police et de gendarmerie de la ville (Σχολές Αστυνομίας Πόλεων και Χωροφυλακής). Il fut le témoin de mariage et secrétaire de Ioánnis Ladás, ainsi que conseiller de Geórgios Papadópoulos.

### Première ligne
En 1999, il crée le parti Ligne de front lequel participera aux élections européennes de 1999 (avec l'Aube dorée) et obtiendra 0,75% (48 532 voix). Il obtiendra 0,18% (12 125) aux élections législatives de 2000 (avec le Front hellénique). Le parti est dissous à la suite de cet échec.

### LAOS
Plévris rejoint alors l'Alerte populaire orthodoxe et participera en tant que tête de liste aux élections législatives de 2004, le parti obtiendra 2,19%, en dessous du quorum de 3%. Il participera ensuite aux élections européennes de 2014 mais le parti n'obtiendra aucun siège.

### EMEIS
Par la suite, il cofonde l'organisation EMEIS (Ε.Μ.Ε.Ι.Σ: Ενωτικό Μέτωπο Ελληνικής Ιδεολογίας Συμπατριωτών, NOUS : Front d'union des compatriotes d'idéologie hellénique) dans le but d'unir les différents partis nationalistes.

## Publications
- (el) Ο αγών διά την αλήθειαν : Η περιπέτεια ενός βιβλίου [« La bataille pour la vérité : L'aventure d'un livre »], Ήλεκτρον,‎ 2015, 3e éd. (1re éd. 2007), 343 p. (ISBN 978-960-8358-23-2, présentation en ligne)
- (el) Η τηλεόρασις [« La télévision »], Ήλεκτρον,‎ 2014, 2e éd. (1re éd. 2007), 150 p. (ISBN 978-960-8358-22-5, présentation en ligne)
- (el) Οι Εβραίοι : Όλη η αλήθεια [« Les Juifs : Toute la verité »], Ήλεκτρον,‎ 2015, 5e éd. (1re éd. 2006), 1397 p. (ISBN 960-8358-17-5, présentation en ligne)
- (el) Η επανάστασις [« La révolution »], Ήλεκτρον,‎ 2015 (1re éd. 2006), 472 p. (ISBN 960-8358-19-1, présentation en ligne)
- (el) Οι κίναιδοι [« Les homosexuels »], Ήλεκτρον,‎ 2016, 5e éd. (1re éd. 2010), 168 p. (ISBN 960-8358-13-2, présentation en ligne)
- (el) 21 Απριλίου 1967 [« 21 avril 1967 »], Ήλεκτρον,‎ 2015, 5e éd. (1re éd. 2003), 176 p. (ISBN 960-8358-01-9, présentation en ligne)
- (el) Αγία Σοφία : Εθνικόν χρέος των Ελλήνων η απελευθέρωσίς της [« Sainte Sophie : Sa libération, le devoir national des Grecs »], Ήλεκτρον,‎ 2012, 2e éd. (1re éd. 1997), 96 p. (ISBN 978-960-8358-55-3, présentation en ligne)
- (el) Βασιλεία [« Royauté »], Ήλεκτρον,‎ 2014, 2e éd. (1re éd. 2004), 128 p. (ISBN 978-960-8358-05-8, présentation en ligne)
- (el) Ο αξιωματικός και οι νεοραγιάδες [« L'officier et les nouveaux raïas »], Ήλεκτρον,‎ 2012 (1re éd. 2002), 216 p. (ISBN 978-960-7076-12-0, présentation en ligne)
- (el) Ο διωγμός των αρίστων [« La persécution des meilleurs »], Ήλεκτρον,‎ 2016, 8e éd. (1re éd. 1987), 208 p. (ISBN 978-960-8358-35-5, présentation en ligne)
- (el) Η σημαία [« Le drapeau »], Ήλεκτρον,‎ 2014, 2e éd. (1re éd. 2004), 86 p. (ISBN 960-8358-12-4, présentation en ligne)
- (el) Θρήσκευμα και ταυτότης : Πλήρης και στοιχειοθετημένη ανάλυσις του ζητήματος, δια την αναγραφήν του θρησκεύματος εις τας ταυτότητας [« La confession et l'identité : Analyse complète et documentée du sujet, pour l'inscription de la confession sur les cartes d'identité »], Ήλεκτρον,‎ 2015, 4e éd. (1re éd. 2004), 78 p. (ISBN 978-960-8358-06-5, présentation en ligne)
- (el) Ο λαός ξεχνά τι σημαίνει αριστερά : Κείμενα και φωτογραφίαι [« Le peuple oublie ce qu'est la gauche : Textes et photographies »], Ήλεκτρον,‎ 2016, 6e éd., 320 p. (ISBN 978-960-8358-03-4, présentation en ligne)
- (el) Κοινωνιολογία [« Sociologie »], Ήλεκτρον,‎ 2016, 4e éd. (1re éd. 1985), 160 p. (ISBN 978-960-8358-49-2, présentation en ligne)
- (el) Η θητεία μου στην Κ.Υ.Π [« Mon service militaire aux Services nationaux de renseignement »], Νέα Θέσις,‎ 1989
- (el) Ο καπιταλιστής : Ένα συνοπτικό σημείωμα για τον εκμεταλλευτή των ανθρώπων [« Le capitaliste : Une notice synoptique pour l'exploiteur des hommes »], Ήλεκτρον,‎ 2012 (1re éd. 1989), 72 p. (ISBN 978-960-8358-47-8, présentation en ligne)
- (el) Πας μη Έλλην βάρβαρος : Εννοιολογική παρουσίασις του δηλωτικού της ελληνικής υπεροχής [« Πας μη Έλλην βάρβαρος : Présentation conceptuelle de la manifeste suprématie grecque »], Ήλεκτρον,‎ 2016, 7e éd. (1re éd. 2003), 160 p. (ISBN 978-960-8358-00-3, présentation en ligne)
- (el) Ιωάννης Μεταξάς : Βιογραφία [« Ioánnis Metaxás : Biographie »], Ήλεκτρον,‎ 2015, 5e éd. (1re éd. 1975), 624 p. (ISBN 978-960-8358-67-6, présentation en ligne)
- (el) Τα είκοσι πρωτόκολλα της προδοσίας [« Les vingt protocoles de la trahison »], Ήλεκτρον,‎ 2012, 4e éd. (1re éd. 1995), 98 p. (ISBN 978-960-8358-51-5, présentation en ligne)
- (el) Ας μιλήσουμε για Εβραίους! [« Parlons des Juifs ! »], Ήλεκτρον,‎ 2016 (1re éd. 1990), 326 p. (ISBN 978-960-8358-52-2, présentation en ligne)
- (el) Αντιδημοκράτης [« Antidémocrate »], Ήλεκτρον,‎ 2012, 5e éd. (1re éd. 1965), 176 p. (présentation en ligne)
- (el) Μετακομμουνισμός [« Métacommunisme »],‎ 1967
- (el) Πολιτική προπαγάνδα [« Propagande politique »], Ήλεκτρον,‎ 2016, 7e éd. (1re éd. 1968), 272 p. (ISBN 978-960-8358-43-0, présentation en ligne)
- (el) Η κοσμοθεωρία του εθνικισμού [« La vision du monde du nationalisme »], Ήλεκτρον,‎ 2015, 3e éd. (1re éd. 1969), 126 p. (ISBN 978-960-8358-33-1, présentation en ligne)